# (7163) Barenboim
(7163) Barenboim ist ein Asteroid des inneren Hauptgürtels, der am 24. Februar 1984 von den US-amerikanischen Astronomen Eleanor Helin und Roy Scott Dunbar am Palomar-Observatorium (IAU-Code 675) auf dem Gipfel des Palomar Mountain etwa 80 Kilometer nordöstlich von San Diego in Kalifornien entdeckt wurde.
Der Asteroid wurde am 27. Mai 2010 nach dem argentinisch-israelischen Pianisten und Dirigenten Daniel Barenboim (* 1942) benannt, der von 1992 bis 2023 Künstlerischer Leiter und Generalmusikdirektor der Berliner Staatsoper Unter den Linden war und zahlreiche internationale Ehrungen und Auszeichnungen erhielt.